# Trirhabda canadensis
Trirhabda canadensis là một loài bọ cánh cứng trong họ Chrysomelidae. Loài này được Kirby miêu tả khoa học năm 1837.

## Hình ảnh

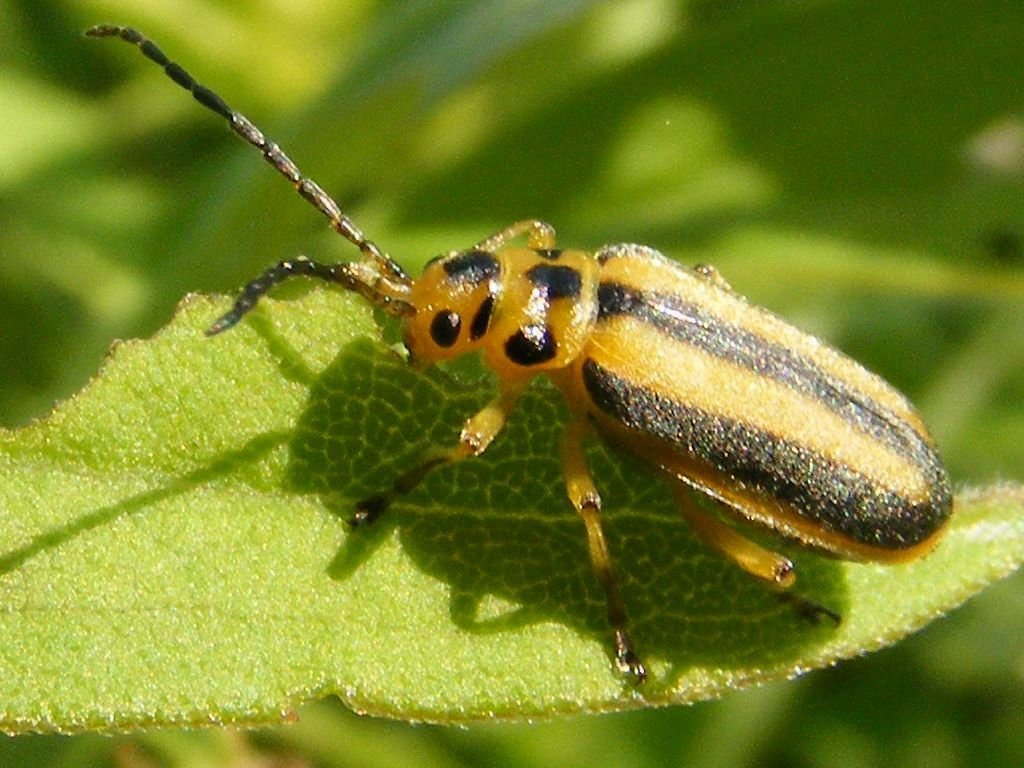
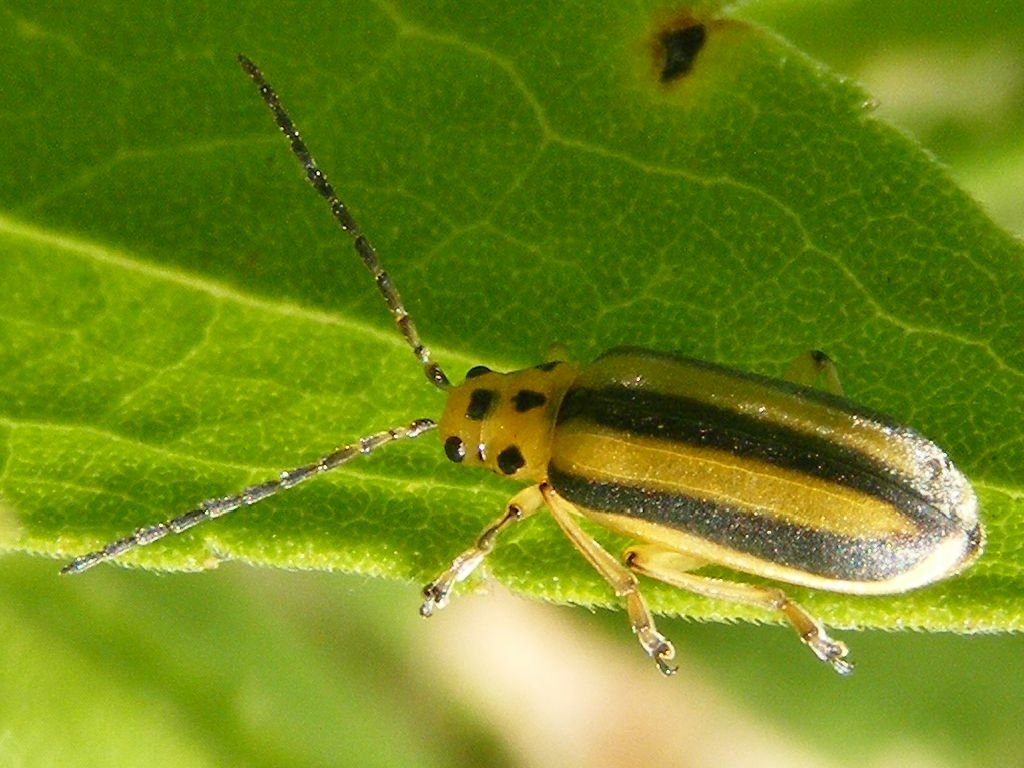
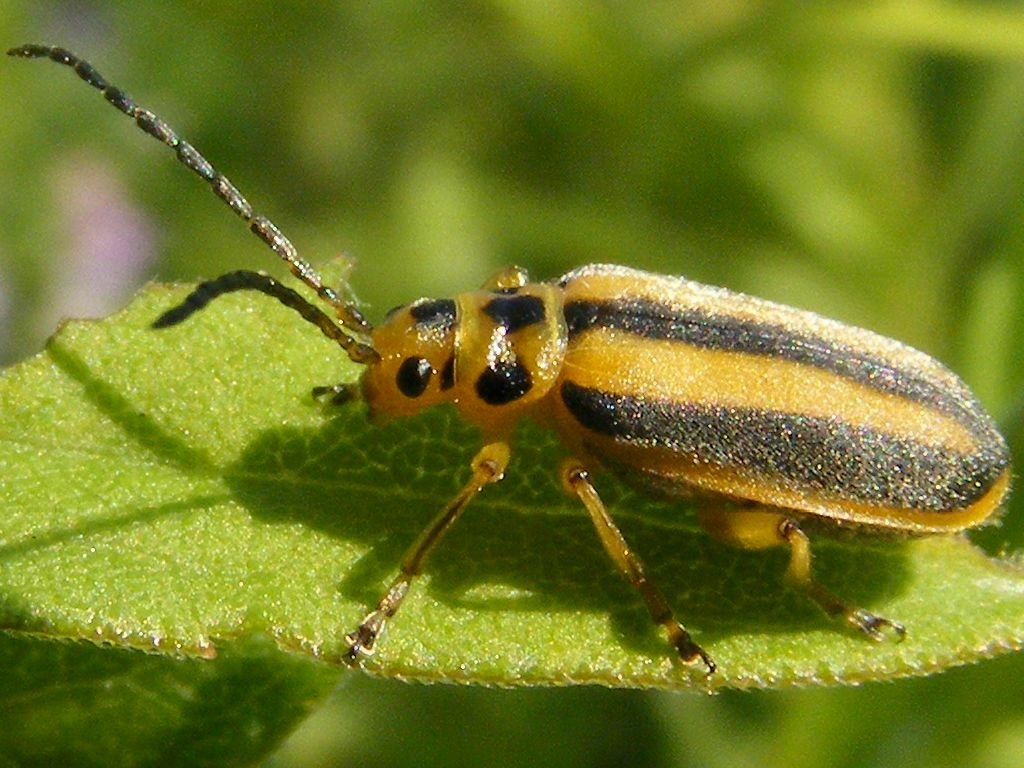
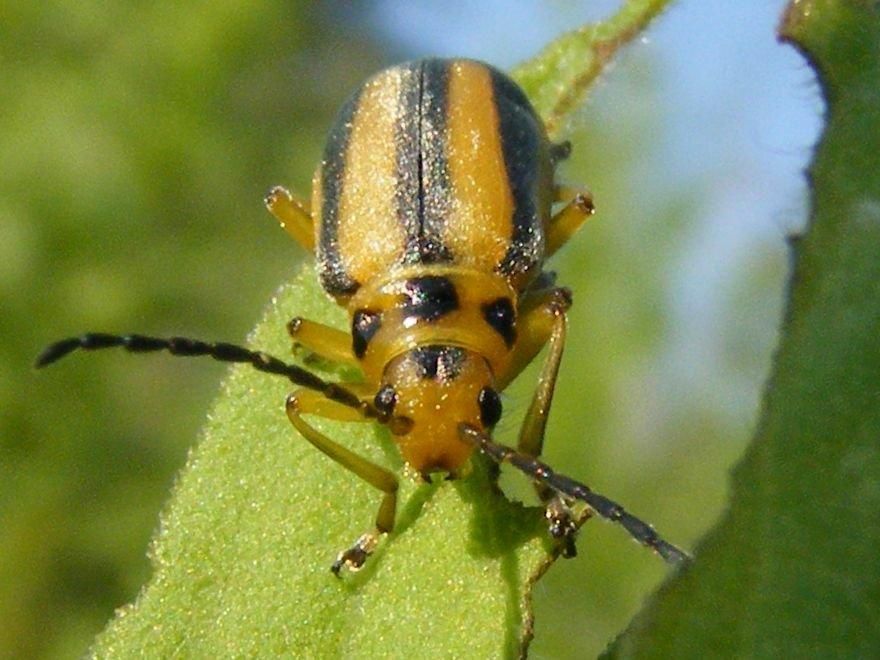